# Robert Zimmermann (Radsportler)
Robert Zimmermann (* 27. August 1912 in Zürich; † 4. April 2006 ebenda) war ein Schweizer Radrennfahrer.
Zimmermanns Karriere begann 1937 im Alter von 24 Jahren und endete 1945. Seinen wichtigsten Erfolg erreichte er 1939, als er die Tour de Suisse für sich entscheiden konnte. Er siegte mit einem Vorsprung von 29 Sekunden auf Max Bolliger.

## Erfolge
1937
- Annemasse–Bellegarde–Annemasse
- Oerlikon

1938
- eine Etappe Tour de Suisse

1939
- Annemasse
- Grand Prix du Le Locle
- eine Etappe und Gesamtwertung Tour de Suisse
- Bergwertung bei der Deutschland-Tour

1940
- Meisterschaft von Zürich

1941
- eine Etappe Tour de Suisse

1945
- zwei Etappen Katalonien-Rundfahrt